# MÁVAG

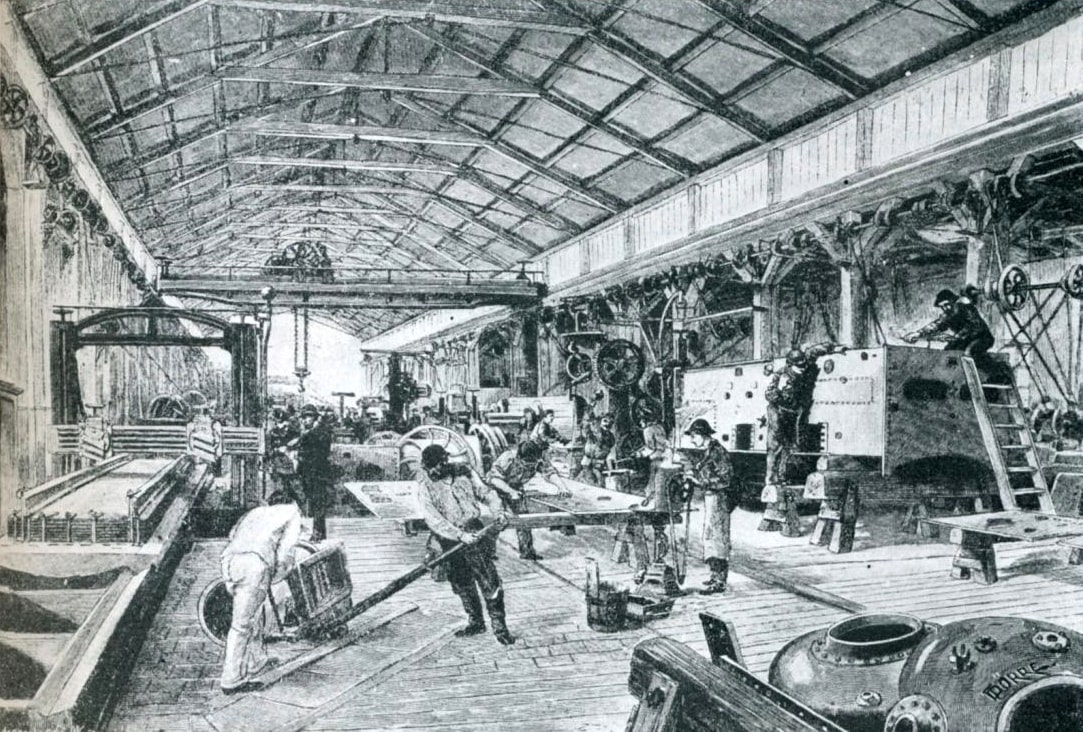
MÁVAG in 1898

MÁVAG (en húngaro: Magyar Királyi Államvasutak Gépgyára; lit. Fábrica de Máquinas de los Ferrocarriles Reales Estatales Húngaros) fue el más grande productor de material ferroviario húngaro. La compañía MÁVAG fue la segunda empresa industrial más grande después de Csepel Művek en la mitad húngara del Imperio austrohúngaro. MÁVAG era propiedad del Reino de Hungría. Luego de la Segunda Guerra Mundial MÁVAG fue nacionalizada, y la palabra Királyi ("Real") fue removida de su nombre original.
La compañía empleaba a miles de trabajadores. Los edificios estaban en el distrito VIII de Budapest, bordeado por las siguientes calles: calle Kőbányai, avenida Hungária, calle Vajda Péter, y calle Orczy. Fue la fábrica de máquinas más importante de Hungría junto con Csepel Művek (Industrias Csepel). Los productos más representativos de MÁVAG eran las locomotoras a vapor. La primera fue producida en 1873, y en 1924, MÁVAG produjo la famosa locomotora nro. 424. La compañía vecina de MÁVAG era Ganz motor- és vagongyár (Fábrica de motores y vagones Ganz), que fabricaba locomotoras diésel y vagones de lujo para exportación.
Hasta 1959, la compañía produjo 7578 locomotoras, incluida la Clase 601, el tipo de locomotora de vapor más grande construido en Europa hasta y durante la Primera Guerra Mundial. En 1896, cuando Hungría celebró el 1000 aniversario del asentamiento las tribus magiares y la fundación del Principado de Hungría, se exhibió la locomotora número 1000. MÁVAG exportó muchas locomotoras: desde 1900, a Italia y Rumania, luego a Egipto, India, Yugoslavia y Corea. Después de 1945, la compañía exportó trenes diésel a la URSS, y en 1961 se hizo muy conocido allí por Д1 trenes diésel locales.
En 1959, MÁVAG se fusionó con la compañía Ganz y pasó a llamarse Ganz-MÁVAG.
- Datos: Q25657
- Multimedia: MÁVAG / Q25657